# Izobilne, Kirovske
Izobilne (în ucraineană Ізобільне) este un sat în comuna Pervomaiske din raionul Kirovske, Republica Autonomă Crimeea, Ucraina.

## Demografie
Componența lingvistică a localității Izobilne
     Rusă (73,17%)
     Tătară crimeeană (26,83%)
Conform recensământului din 2001, majoritatea populației localității Izobilne era vorbitoare de rusă (73,17%), existând în minoritate și vorbitori de tătară crimeeană (26,83%).